# Charles Foster Kane
Pour les articles homonymes, voir Charles Foster (homonymie), Foster et Kane.
Charles Foster Kane est le personnage principal du film Citizen Kane réalisé, produit et coscénarisé par Orson Welles en 1941. Welles incarne le personnage adulte tandis que Buddy Swan incarne Kane enfant.

## Inspiration
Le consensus général est que le magnat de la presse William Randolph Hearst est la première, mais pas la seule, source d'inspiration du personnage de Charles Foster Kane (Welles est lui-même considéré comme en étant l'autre source principale d'inspiration). Bien que Citizen Kane soit considéré comme l'un des meilleurs films jamais réalisés, Hearst n'aurait pas apprécié la façon dont lui ou sa maîtresse Marion Davies, largement considérée comme source d'inspiration de Susan Alexander, étaient représentés et aurait tenté de détruire à la fois le film et la carrière de Welles.
Dans le film, Kane prononce la réplique « You provide the prose poems; I'll provide the war » semblablement à « You furnish the pictures, and I'll furnish the war » une citation largement attribuée à Hearst. De plus, une vue aérienne du ranch de Hearst apparaît dans le film en tant que Xanadu, la luxueuse demeure où vit Charles Foster Kane.
En outre, un parallèle peut être fait entre les essais infructueux de Kane de faire de sa seconde épouse une star de l'opéra et les efforts de Hearst pour faire de sa maîtresse Marion Davies une actrice dramatique malgré l'avis des critiques qui considéraient qu'elle correspondait mieux à des rôles dans des comédies légères. La connexion avec Hearst est renforcée par le fait que le co-scénariste de Welles, Herman J. Mankiewicz, était un invité fréquent de Davies au Hearst Castle.
Certaines biographies de Welles avancent que Welles lui-même a été une source d'inspiration pour le personnage. Certains des dialogues du personnage sur la façon de diriger un journal sont des citations directes des commentaires de Welles sur la façon de faire un film (bien que ce fût son premier). Mankiewicz inclut un dialogue illustrant l'appétit vorace de Kane, censé également faire écho à la personnalité de Welles.
Au cours des dernières années, Kane a été comparé de manière défavorable à des magnats des médias contemporains, tels que Rupert Murdoch ou Ted Turner.

## Biographie fictive
Citizen Kane explore la vie de Charles Foster Kane, né dans un milieu modeste dans la colonie fictive de Little Salem, Colorado, vers 1862 ou 1863. Une mine donnée à ses parents, en guise de paiement pour gîte et couvert, s’avéra être riche en or rendant sa famille soudainement riche. En 1871, sa mère le place sous la tutelle d'un banquier de New York nommé Walter Parks Thatcher qui l'éleva dans le luxe jusqu'à l'âge adulte. Cependant, Kane reproche à Thatcher de l'avoir arraché à sa famille. Dans des actes de rébellion, il fréquente les prestigieuses universités de Harvard, Yale, Princeton et Cornell et s'arrange pour se faire expulser de chacune d'elles.
À l'âge adulte, Kane prend le contrôle d'un journal possédé par Thatcher nommé The New York Inquirer, en pensant qu'il « pourrait être amusant de diriger un journal ». Son premier acte en tant que nouveau propriétaire du journal fut de publier une « déclaration de principes » déclarant son devoir d'honnêteté envers ses lecteurs. Cependant, il commence presque immédiatement à utiliser des tactiques de journalisme jaune pour raconter des histoires disproportionnées, à encourager une guerre avec l'Espagne, et à contrecarrer les objectifs politiques de Thatcher ainsi que ses intérêts d'affaires, y compris celles où Kane détient des parts. Kane engage également des membres du personnel du Chronicle, un journal rival, les considérant comme des trophées. Pour financer l'Inquirer, Kane utilise ses propres ressources; ce qui lui permettrait de continuer à fonctionner pendant des décennies, même avec une perte annuelle d'un million de dollars. 
Kane finit par épouser Emily Monroe Norton, la nièce d'un président des États-Unis. Le mariage se dégrade en même temps que la richesse et le pouvoir de Kane nourrissent son ego mégalomaniaque. Alors que sa popularité et sa fortune augmentent, Kane se présente pour être gouverneur de New York, face à un politicien réputé véreux, J. W. Gettys. La victoire aux élections est assurée pour Kane jusqu'à ce que Gettys révèle des preuves d'une relation entre Kane et une jeune « chanteuse » nommée Susan Alexander. Gettys tente de faire chanter Kane, pour le faire abandonner la course à l'élection. Kane refuse d'abandonner et le scandale rendu public lui fait perdre l'élection. Par ailleurs, son meilleur ami, Jedediah Leland, profondément déçu par l'arrogance hautaine de Kane, l'humiliation intentionnelle de sa famille, et sa façon de traiter son électorat comme un bien personnel, insiste pour se faire muter au journal de Chicago.
Emily et Kane divorcent en 1916 et elle meurt deux ans plus tard dans un accident de voiture avec leur fils, Charles Foster Kane III. Kane épouse Susan et la force dans une carrière maudite et humiliante de chanteuse d'opéra, même si elle n'a pas les capacités pour réussir dans cette voie. Jedediah Leland, désormais critique de théâtre pour le Chicago Inquirer, refuse de suivre les consignes de la compagnie en louant les performances de Susan. Leland ne parvient pas à écrire une critique honnête (et donc négative) sur Susan, et c'est Kane lui-même qui la termine, en respectant le ton négatif qu'avait commencé à utiliser Leland, pour lui prouver qu'il est toujours intègre. Kane renvoie ensuite Leland pour ne pas avoir écrit une critique positive. En guise de représailles, Lelande refuse son indemnité de licenciement et renvoie par courrier le chèque déchiré ainsi que la copie originale de la « déclaration de principes » à Kane, pour lui signifier qu'il a perdu depuis longtemps toute l'intégrité qu'il a pu avoir au départ. Kane furieux déchire la déclaration.
Découragée, Susan tente de se suicider. Kane la libère de sa désastreuse carrière à l'opéra et ils se retirent à Xanadu, le gigantesque château gothique de Kane en Floride. Susan ne supporte pas la routine monotone à l'intérieur du manoir et la nature de plus en plus dominatrice de Kane et finit par le quitter. La récession due à la Grande Dépression, ainsi qu'aux dépenses excessives de Kane sur sa demeure inachevée, coûte à Kane le contrôle de son empire médiatique qu'il est contraint de vendre à Thatcher. Kane, cependant, dispose toujours d'une fortune considérable. Il se retire à Xanadu et y vit seul, éloigné de tous ses amis. Kane meurt de vieillesse en 1941 après avoir prononcé le mot énigmatique « Rosebud ».
Le journaliste Jerry Thompson est engagé pour retrouver le sens du dernier mot de Kane, peu après sa mort très médiatisée. Malgré les entrevues qu'il a eu avec chacune des connaissances vivantes de Kane, il ne parvient pas à le découvrir. En vérité, « Rosebud » était le mot gravé sur la luge qu'avaient offert ses parents à Kane lorsqu'il était petit garçon et qu'il avait laissé chez sa mère lorsqu'il a été envoyé vivre chez Thatcher. Il est expliqué dans le film que Kane a retrouvé la luge dans un entrepôt à l'époque où il rencontre Susan pour la première fois. La luge est brûlée dans un incinérateur après la mort de Kane, avec d'autres biens vus comme des déchets par le personnel lors de son départ de Xanadu. « Rosebud » symbolise l'innocence et l'amour volés à Kane lorsqu'il a été enlevé à ses parents.

## Relations avec les autres personnages

### Susan Alexander
Susan Alexander Kane (Dorothy Comingore) était la seconde épouse de Kane. Elle fait partie de la classe ouvrière et n'a pas reconnu Kane lors de leur première rencontre au milieu des années 1910. Alors que Gettys a trouvé des preuves qui impliquent Susan en tant que maîtresse de Kane, le film ne dit pas clairement si oui ou non elle l'était vraiment. Cependant, à peine deux semaines le divorce d'avec sa première femme, Kane a épousé Susan.
Susan était une chanteuse d'opéra en herbe quand elle et Kane se sont rencontrés pour la première fois, mais elle n'est pas particulièrement talentueuse. Malgré cela, Kane a essayé de la forcer à une carrière de chanteuse d'opéra, allant jusqu'à faire bâtir un opéra spécialement pour elle, mais il a échoué. Susan est la dernière des amis de Kane à le quitter ainsi que le propriétaire original de la boule à neige, qu'il lâche après avoir dit « Rosebud ». En 1941, elle est encore en vie et gère une boîte de nuit (« El Rancho ») à Atlantic City, où elle est interviewée par Jerry Thompson.

### Jedediah Leland
Jedediah Leland (Joseph Cotten) était un ami proche de Kane et est généralement reconnu pour représenter la morale et les croyances idéalistes que Kane perd au fil de la progression du film. Selon M. Bernstein, il venait d'une riche famille qui a perdu tout son argent et a rencontré Charles Foster Kane au collège. En 1941 Jedediah vit dans une maison de repos à Manhattan, où il a été interviewé par Jerry Thompson.

### Walter Thatcher
Walter Parks Thatcher (George Coulouris) est un banquier décrit comme un « grand vieillard de Wall Street ». Il devient le tuteur légal de Kane en 1871, mais Kane lui en voudra et utilisera l' Inquirer pour s'acharner contre lui. Dans une scène, aux alentours de 1925, Thatcher raconte lors d'une enquête du Congrès que Kane est un communiste. Lorsque Thatcher demande à Kane ce qu'il aurait voulu être, Kane répond: « tout ce que vous détestez ». Apparu en vie pour la dernière fois dans une scène en 1929, il est déjà mort lors de l'enquête de Jerry Thompson en 1941.

### M.Bernstein
M. Bernstein est un homme d'affaires et président du conseil d'administration des intérêts commerciaux de Kane. Assistant personnel de Kane depuis qu'il a pris le contrôle de l'Inquirer il est celui qui lui est resté le plus fidèle. Par exemple, Bernstein a participé volontiers à l'obsession de Kane pour la carrière de chanteuse d'opéra de sa femme, alors que tous les autres y étaient opposés. Il n'est cependant pas sans scrupules, comme lorsqu'il a indiqué à son employeur de ne pas faire de promesses hypocrites dans sa « déclaration de principes ». De plus, bien que le personnage ait été décrit comme un stéréotype juif, il rompt avec le stéréotype en étant nettement moins matérialiste que Kane en soulignant qu'« il n'y a pas d'astuce pour faire un tas d'argent, si tout ce que vous voulez est juste un tas d'argent ».